# Fundació Antigues Caixes Catalanes
|  | Per al negoci bancari, vegeu Unnim Banc i BBVA. |

Fundació Antigues Caixes Catalanes (FACC), anteriorment coneguda com a Unnim Caixa, es constitueix l'any 2013 per continuar fent l'Obra Social i Cultural més rellevant que les antigues caixes d'estalvis de Manlleu, Sabadell i Terrassa realitzaven als seus territoris d'origen i a tot Catalunya.
El seu objectiu és la realització d'iniciatives socials i culturals dirigides a promoure el progrés humà, educatiu i cultural de les persones, i és per això que actualment convoca 8 premis culturals i 1 mediambiental. Organitza activitats en àmbits tan diversos com la literatura, el teatre, el dibuix, la pintura, el cinema de muntanya, la música i l'associacionisme cultural per incentivar la creació de projectes culturals, ajudar en la difusió i projecció dels professionals, i estendre la cultura arreu de Catalunya.
La FACC rep el suport de BBVA en la realització de la seva activitat cultural, educativa, social i mediambienal Compta també amb la implicació d'entitats culturals d'arreu del territori català per fer-ho possible. Es tracta d'una fundació cultural, sense ànim de lucre i totalment deslligada del negoci bancari.

## Història
L'any 2011 el Banc d'Espanya va intervenir el 100% del banc d'Unnim i el 7 de març del 2012 es va adjudicar Unnim Banc al Banco Bilbao Vizcaya Argentaria. Des d'aquest moment el BBVA mitjançant un conveni que es renova anualment ajuda a mantenir part de l'obra social, cultural i assistencial que organitza la Fundació Antigues Caixes Catalanes.
Després de l'absorció definitiva d'Unnim Banc pel BBVA, Unnim Caixa es va transformar en fundació especial, amb el nom de Fundació Especial Antigues Caixes Catalanes (FACC), amb àmbit d'actuació a tot Catalunya. Paral·lelament es van constituir la Fundació Antiga Caixa Manlleu, Fundació 1859 Caixa Sabadell i la Fundació Antiga Caixa Terrassa, que actuen de manera independent a Osona, Sabadell i Terrassa respectivament. Totes elles continuen i han potenciat la tasca més rellevant que les antigues caixes d'estalvis havien fet a través de les obres socials durant més de cent cinquanta anys.

## Els premis culturals[calcitació]
La Fundació Antigues Caixes Catalanes du a terme una intensa activitat cultural i pedagògica a tot Catalunya a través de Premis culturals que tenen per objectiu fomentar el talent i ajudar a la innovació i projecció de professionals en diverses disciplines culturals. A banda dels premis també es realitzen concerts itinerants, exposicions i col·labora en projectes educatius o culturals amb benefici social.
Premi BBVA Sant Joan de literatura catalana. Convocatòria anual
Aquest premi té per objectiu fomentar l'escriptura i la lectura en català. La primera edició es va celebrar el 1981 i des d'aleshores la nomina d'escriptors que l'han guanyat mostra la importància que ha tingut en la literatura catalana i en la projecció dels autors. Els darrers guardonats han estat: Ada Castells, Àlvar Caixal, Melcior Comes, Najat El Hachmi, Carme Riera, Rafael Vallbona i Gemma Lienas. Aquest guardó prové de l'obra social de l'antiga Caixa Sabadell. Edicions 62 publica l'obra premiada, que es presenta a l'entorn de la Setmana del Llibre en Català.
Lligat al premi es realitza durant l'any el programa Avui també és Sant Joan, en que escriptors/es guardonats en els darrers anys amb el Premi BBVA Sant Joan i psicòlogues expertes parlen de valors i emocions universals a partir dels arguments de les respectives obres guardonades en diverses biblioteques públiques catalanes.
Premi BBVA de Teatre. Convocatòria anual.
Té per objectiu donar suport a les creacions teatrals, incentivar la creativitat i l'ofici i vetllar per la difusió dels espectacles guanyadors. Aquest premi se celebra des de l'any 2001 esdevenint una plataforma de suport a la creació teatral i a la difusió del teatre, en qualsevol dels gèneres o estils.
Aquest premi prové de l'obra social de l'antiga Caixa de Manlleu.
Premi BBVA de Música al Talent Individual. Convocatòria anual.
Aquest premi té com a objectiu potenciar la formació musical dels joves estudiants de grau professional que cursen estudis reglats als Conservatoris Professionals, Centres Autoritzats de Grau Professional i Centres Integrats de Catalunya per facilitar-los que puguin dedicar-se professionalment a la música.
Premi BBVA de Música de Cambra Montserrat Alavedra. Convocatòria biennal
Té per objectiu ajudar els joves músics en la seva projecció processional. Va instituir-se el 1992, el seu nom ret homenatge a la soprano lírica terrassenca Montserrat Alavedra. Els grups han de constar d'un mínim de tres músics, instrumentals o vocals, i un màxim de nou.
Aquest premi prové de l'obra social de l'antiga Caixa Terrassa.
Premi BBVA de Pintura Ricard Camí. Convocatòria biennal.
Té com a finalitat estimular la creació pictòrica i contribuir especialment a la promoció i la projecció de joves artistes catalans o residents a Catalunya. És un premi instaurat per Caixa Terrassa l'any 1989. Ret homenatge a l'expresident de l'entitat, Ricard Cami, amant de les arts.
Concurs BBVA de Dibuix Escolar. Convocatòria anual.
Impulsa la creativitat dels escolars en la faceta del dibuix a través de la lectura de sis contes escrits en català per la Júlia Prunés. Amb aquesta iniciativa es vol que els mestres de totes les escoles de Catalunya puguin treballar els contes als centres docents des de vessants tan diverses com la plàstica, la llengua catalana i els valors socials i civics.
Aquest premi va ser instaurat per l'obra social de l'antiga Caixa Terrassa.
Festival BBVA de Cinema de Muntanya. Convocatòria anual.
Coorganitzat amb la Fundació Festival de Cinema de Muntanya, el Festival exhibeix i posa en competició cada any els millors films de temàtica de muntanya i natura, sigui en el vessant esportiu o cultural. Instaurat el 1983, reuneix a Torelló destacats especialistes del gènere i milers d'espectadors. Aquesta col·laboració prové de l'antiga obra social de Caixa Sabadell. Lligat a aquest premi es realitza el Cicle BBVA de Cinema de Muntanya. L'objectiu d'aquest és acostar les millors pel·lícules premiades a diverses poblacions de Catalunya i fomentar els valors del coneixement i el respecte per la muntanya. També es realitzen exposicions itinerants. www.torellomountainfilm.cat
Premi BBVA de l'Associacionisme Cultural Català a l'Entitat. Convocatòria anual.
Té la finalitat de fer un reconeixement a les persones, entitats i mitjans de comunicació que s'hagin caracteritzat pel foment de l'associacionisme i els seus valors inherents. És un dels premis que s'atorguen a la gala dels Premis Antoni Carné, organitzats per l'Ens de l'Associacionisme Cultural Català. www.ens.cat
Premi BBVA a la Innovació en Sostenibilitat Mediambiental per a Pimes. Convocatòria anual.
El guardó es crea amb l'objectiu de promoure la innovació i la sostenibilitat en l'àmbit empresarial en resposta a les necessitats actuals per tal de millorar el benestar de les persones i l'estat del medi natural. També pretén reconèixer i fomentar els valors pel respecte al medi ambient a la societat.
El Premi pren com a referència l'Agenda 2030 de Desenvolupament Sostenible aprovada per l'Assemblea General de Nacions Unides al setembre de 2015 i els seus 17 Objectius de Desenvolupament Sostenible (ODS).

## Altres projectes i col·laboracions
Universimés
Itinerari formatiu per a persones amb discapacitat intel·lectual. L'objectiu del programa és oferir a aquest col·lectiu oportunitats vitals enriquidores com ara formar part de la comunitat universitària de manera que sentin aquesta institució més propera, accedir a continguts i activitats formatives que eixamplin el seu ventall d'interessos socials i culturals i incrementar la seva relació amb l'entorn social. www.universimes.cat
Exposicions
Disposa de dues exposicions que itineren per diferents equipaments de Catalunya: Menús de Guerra: Cuina d'Avanguarda i Supervivència, i Espais Recobrats.